# 가이 포크스

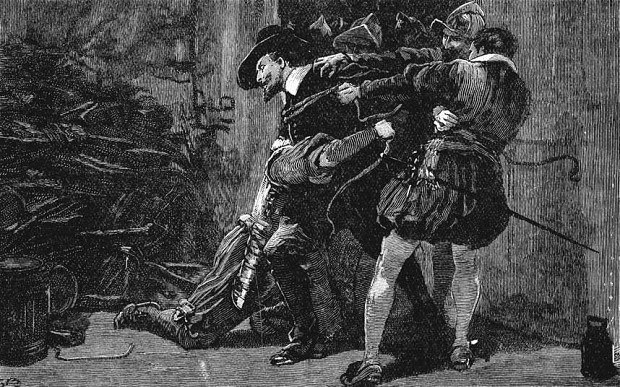
검거된 가이 포크스

가이 포크스(영어: Guy Fawkes, 1570년 4월 13일 - 1606년 1월 31일)는 잉글랜드 가톨릭 신자로서 1605년 화약 음모 사건을 주동한 인물이다. 스페인을 위해 일했기 때문에 스페인식 이름인 기도 포크스(Guido Fawkes)로도 불렸다.
포크스는 요크에서 나고 자랐다. 그의 아버지는 포크스가 8 세일 때 사망하였으며 어머니는 성공회를 완강히 거부하는 가톨릭 신자와 재혼하였다. 포크스 역시 가톨릭으로 개종하였으며 가톨릭 국가인 스페인과 개신교 국가인 저지대 국가가 싸운 80년 전쟁이 일어나자 유럽 대륙으로 건너가 스페인 편에서 참전하였다. 그는 스페인을 방문하여 잉글랜드 가톨릭에 대한 지원을 얻고자 하였으나 실패하였다. 포크스는 잉글랜드로 돌아와 로버트와 토머스 윈터 형제를 만나 음모에 가담하게 되었다.
윈터 형제는 포크스를 로버트 캐츠비에게 소개하였다. 캐츠비는 당시 잉글랜드의 국왕이던 제임스 1세를 암살하고 가톨릭 왕을 세우려고 모의하고 있었다. 이들은 함께 음모를 꾸며 잉글랜드 상원 의회의 지하 석실에 화약을 쌓은 뒤 폭파하기로 하였다. 화약 운반은 포크스가 담당하였다. 그러나 이들이 꾸민 음모는 익명의 투서에 의해 밀고 되었다. 당국은 웨스트민스터 궁의 지하를 수색하다가 쌓아 놓은 화약을 지키고 있던 포크스를 체포하였다. 1605년 11월 5일 체포된 포크스는 런던탑에 수감되어 고문을 받았고 1606년 1월 31일 교수척장분지형에 처해졌다.
화약 음모 사건의 공모자는 모두 13 명이었고 가이 포크스는 그 중 한 명일 뿐이었지만 시간이 지남에 따라 화약 음모 사건의 대표 인물로 인식되었다. 영국에는 11월 5일을 가이 포크스의 밤으로 부르며 불꽃놀이를 하는 전통이 있다.

## 생애

### 유년기

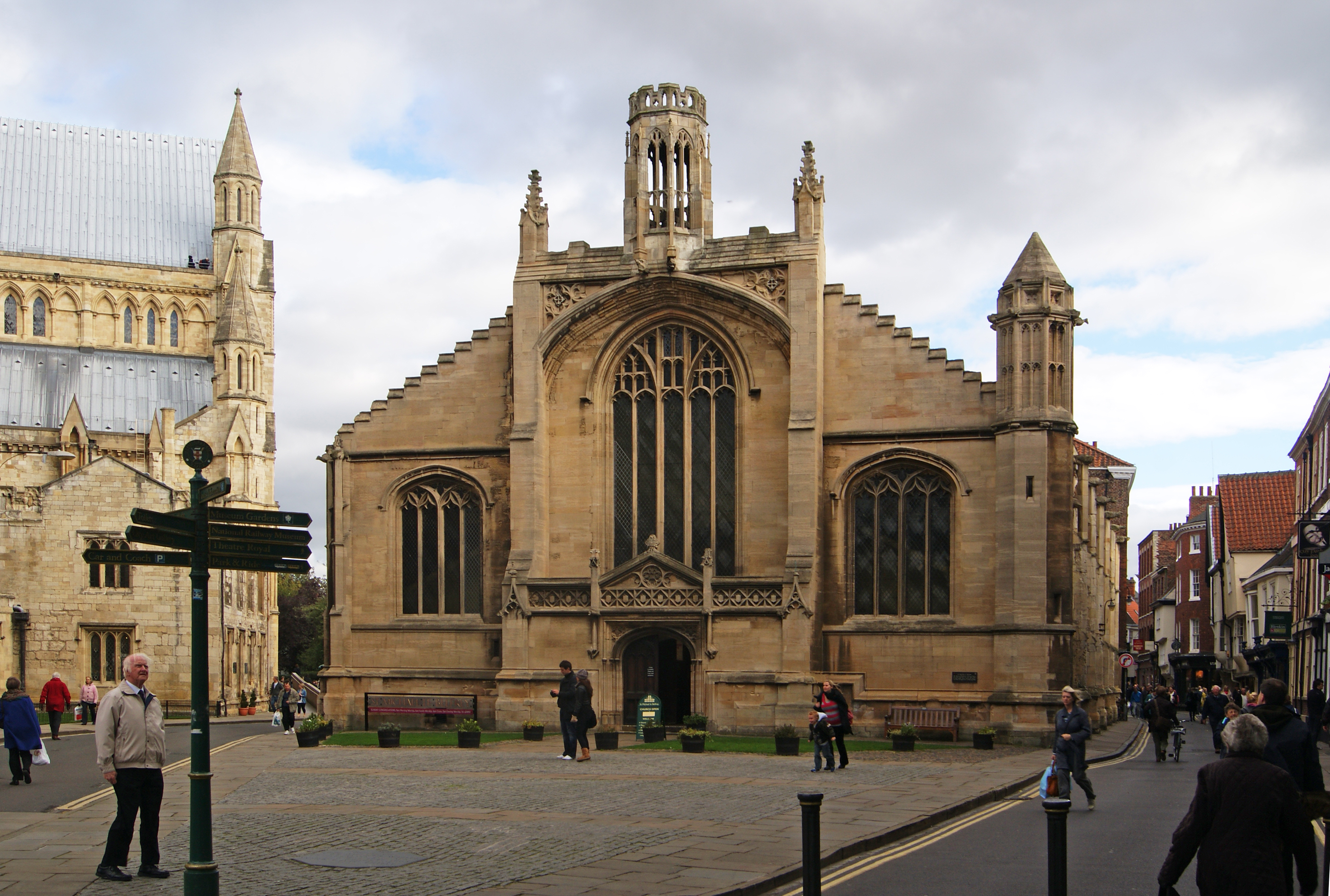
포크스는 요크 민스터 부근의 벨프레이 성 미카엘 교회에서 세례 받았다.

가이 포크스는 1570년 요크의 스톤게이트에서 태어났다. 그는 요크 교회 재판소의 사무 변호사이었던 에드워드 포크스의 네 자녀 가운데 둘째였다. 어머니는 에디스로 결혼 전 성은 블레이크로 알려져 있는데 기록데 따라 잭슨이었다고 쓴 것도 있다. 가이 포크스의 아버지는 평범한 잉글랜드 교회의 신자였고 친할머니 엘런 헤링턴은 요크 시장경 관할 아래 있던 부유한 상인의 딸이었다. 어머니의 가족은 성공회를 거부한 완고한 가톨릭 신자였고 사촌 리처드 콜링은 예수회 사제가 되었다. 가이는 잉글랜드에선 잘 쓰이지 않는 이름이지만 15세기 요크셔 판사였던 스티턴의 가이 페어팩스의 경우처럼 요크 지방에서는 아주 드문 이름도 아니었다.
가이 포크스의 출생일은 알려져 있지 않지만 4월 16일 벨프레이 성 미카엘 교회에서 세례를 받았다. 당시에는 보통 출생한 지 3일 뒤에 세례를 받았으므로 출생일은 아마도 4월 13일일 것이다. 1568년 에디스는 딸 앤을 낳았지만 앤은 7주 만에 죽고 말았다. 에디스는 그 뒤로도 두 명의 자녀를 더 낳았다. 1572년 무렵 다시 앤이라 이름 지은 아이를 낳았고 1575년 무렵에는 엘리자베스를 낳았다. 둘은 모두 장성하여 각각 1599년과 1594년 결혼하였다.
가이가 여덟 살이 되던 1579년 아버지가 사망하였다. 어머니는 수 년 후 해러게이트 구 스코튼의 가톨릭 신자인 다이오니스(또는 데니스) 베인브리지와 재혼하였다. 포크스는 아마도 베인브리지 가족의 영향을 받아 가톨릭으로 개종하였을 것이다. 스코튼에는 풀레인이나 퍼시와 같은 가톨릭 집안들도 있었고 요크에는 성 베드로 학교와 같은 가톨릭 학교도 있었다. 이 학교의 교장 가운데 한 명은 수장령을 거부하고 가톨릭을 고수하였다가 20년 동안 감옥에서 복역한 사람도 있었다. 가이 포크스 시절 교장은 존 풀레인으로 요크셔의 블러버하우시스에 살았는데 완고한 가톨릭 가문으로 잘 알려져 있었다. 1915년 캐서린 풀레인이 지은 《요크셔의 풀레인》에서는 가이 포크스가 헤링턴에 살 당시 이미 순회 사제를 통해 가톨릭을 접했으며 훗날 이 순회 사제가 포크스를 플랑드르로 가도록 권유하는 편지를 썼다고 한다. 포크스는 존 라이트와 크리스토퍼 라이트 형제와 함께 공부했는데 이들은 나중에 화약 음모 사건을 함께 모의하였다. 이외에도 포크스의 동기로는 예수회 수사가 된 오즈월드 테시몬드, 에드워드 올드콘, 로버트 미들턴과 같은 인물들이 있다. 미들턴은 1601년 처형되었다.
가이 포크스는 학교를 졸업하고 앤서니 브라운 자작 밑에서 일하게 되었다. 자작은 포크스를 좋게 여기지 않았고 얼마지나지 않아 해고하였다. 그 후 포크스는 앤서니 브라운의 손자이자 18세에 작위를 물려받은 앤서니-마리아 브라운 밑에서 간간이 일했다. 최소 하나의 기록에서 포크스가 결혼을 하여 아들 한 명을 두었다고 하고 있으나 확인할 방도는 없다.

### 군사 경력
1591년 10월 포크스는 아버지가 물려준 요크 주 클리프턴의 재산을 처분하였다. 그는 유럽 대륙으로 가서 80년 전쟁에서 가톨릭 국가인 스페인 편에 가담하여 신생 네덜란드 공화국에 맞서 싸웠다. 그는 1595년부터 1598년 베르벵 조약이 맺어질 때까지 프랑스에 있었다. 당시 잉글랜드는 비록 육지 전투에는 가담하지 않았고 선전 포고 역시 하지 않았지만 해상에서 스페인과 전쟁을 치르고 있었다. 가이 포크스가 참전한 때는 스페인 무적함대가 패퇴한 1588년에서 7년이 지난 시점이었다. 그는 잉글랜드 가톨릭 민병대를 지휘하던 윌리엄 스탠리 휘하로 들어갔다. 윌리엄 스탠리는 엘리자베스 1세에 충성하였지만 1587년 데벤터르에서 휘하 군대와 함께 스페인에 투항한 이후 스페인 편에서 싸웠다. 포크스는 스페인 준사관 계급인 알페레즈(alférez)에 임명되어 칼레 공방전에 참전하였으며 1603년 스페인령 식민지로 재배치 되었다. 그해 포크스는 스페인을 여행하며 잉글랜드의 가톨릭 반란을 도울 군사 원조를 요구하였다. 스페인에서 포크스는 자신의 이름을 귀도라고 칭했는데 이는 원래 이름인 가이의 이탈리아식 이름이다. 포크스는 그 해 즉위한 제임스 1세가 "잉글랜드에서 모든 가톨릭 교도를 추방하려는 이단자"라고 주장하였다. 포크스는 스코틀랜드 귀족들과 제임스 1세의 총신 사이를 화해시키는 것에 대해 "이 두 나라가 항구적으로 화합하는 것은 불가능하다"고 생각하였다. 스페인은 포크스를 정중하게 대접했지만 펠리페 3세는 군사 지원을 할 의사가 없었다.

## 화약 음모 사건

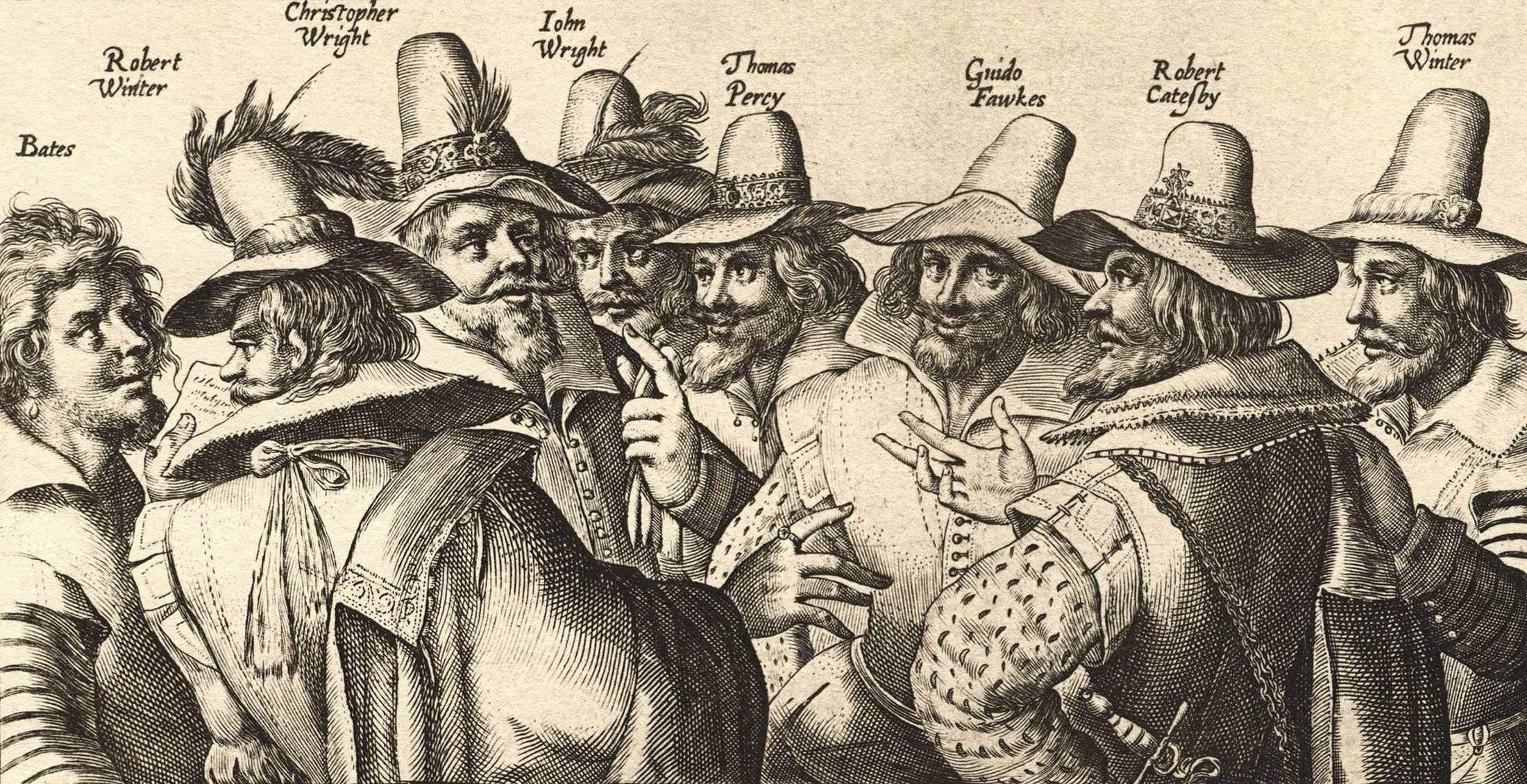
동시대 인그레이빙 작가 크리스핀 반 드 파스가 제작한 화약 음모 사건의 주모자들. 13명의 모의자 가운데 8명을 묘사하였다. 가이 포크스는 오른쪽에서 세번 째에 그려져 있다.

1604년 포크스는 로버트 캐츠비가 이끄는 잉글랜드 가톨릭 소모임에 초대되었다. 캐츠비는 개신교 국왕인 제임스 1세를 암살하고 당시 왕위 계승 서열 3위인 그의 딸 엘리자베스 공주를 옹립하려고 하였다. 포크스의 동창이자 예수교 수사였던 오스월드 테시몬드는 포크스를 "쾌활하고 예의 바르며 불의에 대항하기를 주저하지 않고... 신의 깊은 친구"이며 "전쟁 기술이 뛰어난" 사람이라고 묘사하였다. 캐츠비의 음모 모임에는 이런 전문 기술을 지닌 사람이 꼭 필요하였다.
1604년 5월 20일 일요일 음모 주동자 다섯 명이 런던 시 스트랜드 구에 있던 덕 앤 드레이크 여관에 모였다. 캐츠비는 이미 토머스 윈터, 존 라이트와 함께 의회를 폭파하여 제임스 1세를 암살할 계획을 세우고 있었다. 의회 폭파 계획을 처음 세운 사람은 윈터였으며 캐츠비는 그에게 동조자를 물색하여 달라고 요청하였다. 윈터는 웨일스 사람 휴 오웬을 만났는데 그는 첩자 노릇을 하다 추방된 카스티야의 무관이었다. 윈터는 윌리엄 스탠리도 끌어들였는데 그는 캐츠비가 스페인으로부터 어떠한 지원도 받지 못할 것이라 말하였다. 오웬은 캐츠비에게 여러 해 동안 잉글랜드를 떠나 있어 사람들에게 그리 알려져 있지 않은 포크스를 소개하였다. 윈터는 포크스를 만나러 가서 스페인이 도울 의사가 없음을 재확인하였다. 윈터는 포크스에게 "스페인이 우리를 도울 것이 없다면 잉글랜드 안에서 무언가를 해야지"("doe some whatt in Ingland if the pece with Spaine healped us nott")라고 제안하였고 둘은 1604년 4월 잉글랜드로 귀환하였다. 캐츠비는 윈터가 가져온 소식을 듣고 그럴 수 밖에 없다고 여겼는데 스페인 당국으로서는 잉글랜드와 갈등을 일이키는 것을 꺼리는 것이 당연했기 때문이었다.
1604년 6월 음모에 가담한 토머스 퍼시는 국왕 의장서의 경비병이던 존 위니어드가 소유한 런던의 한 집에 드나들 수 있게 되었다. 포크스는 이 집의 관리인이 되어 존 존슨이란 가명으로 퍼시의 하인 행세를 하였다. 음모가 발각 된 뒤 이루어진 조사 과정에서 토머스 윈터는 위니어드의 집에서 의회까지 굴을 파서 화약을 운반하려 했다고 자백했지만, 오늘날까지 굴은 물론이고 땅을 판 어떤 흔적도 발견되지 않았기 때문에, 당국이 허위 자백을 받아낸 것으로 여겨진다. 포크스는 열 다섯 번의 심문 과정에서 단 한 번도 굴을 파는 계획이 있었다는 것을 인정하지 않았다. 만일 굴을 파려 했다는 것이 사실이라면 1604년 12월 무렵엔 음모자들 모두가 그 집에서 상원 의회까지 굴을 파느라 여념이 없어야 했을 것이고 그 때문에 나는 소음 역시 상당했을 것이다. 포크스는 그 집을 택한 이유로 바로 인근에 상원 의회의 지하 석실로 연결되는 통로가 있었고 세들어 사는 과부가 망을 서 주었기 때문이라고 진술하였다.
음모를 꾸민 사람들은 오랫 동안 쓰이지 않아 지저분한 방을 하나 더 빌려 화약을 보관하였다. 포크스의 진술에 따르면 처음 사들인 화약은 20 통이고 7월 20일 16 통을 더 사들였다. 1605년 7월 28일로 계획 되었던 음모는 의회의 개원이 11월 5일 목요일로 지연됨에 따라 함께 연기 되었다.

### 해외
1605년 5월 가이 포크스는 휴 오웬의 계획에 따라 원조를 구하기 위해 해외로 나갔다. 그의 출입국은 당시 유럽을 가로질러 첩보망을 운영하던 제1대 샐리스버리 백작 로버트 세실에게 포착되어 기록으로 남았다. 샐리스버리 백작의 스파이였던 윌리엄 터너 대위는 포크스의 출입국 사실을 보고하면서 별다른 특이 사항 없는 애매한 문장으로 표현하였고 화약 음모에 대해서는 어떤 낌새도 알아차리지 못하였다. 4월 21일 작성된 터너의 보고서에는 포크스가 "잘 알려진 플랑드르 상인으로 명예있는 귀족의 친구인 미스터 캐츠비에게" 테시몬드의 주문으로 "무기와 말을 공급하려고" 이동하고 있다고 기록되었다. 터너의 보고서는 포크스가 잉글랜드에서 사용한 가명인 존 존슨을 언급하지 않았고, 그나마도 음모가 발각된 11월까지 영국에 당도하지도 못했다.
포크스가 언제 잉글랜드로 되돌아갔는 지는 분명하지 않지만 최소한 1605년 8월 말에는 런던에 있었다. 그 때 포크스와 윈터는 무너진 지하 석실에 화약을 쌓았다. 더 많은 화약이 그 곳에 쌓였고, 그들은 장작더미를 쌓아 화약을 감추었다. 포크스의 최종 임무는 10월 모임에서 결정되었다. 그는 도화선에 불을 붙인 뒤 템즈 강을 건너 탈출하기로 되어 있었다. 동시에 다른 공모자들이 엘리자베스 공주를 사로잡기 위해 미들랜드에서 반란을 일으키는 사이, 포크스는 시역 행위에 대한 비난을 피하기 위해 유럽 대륙으로 도망친 다음 자신들의 행위가 가톨릭을 위한 성스러운 의무였다고 해명할 계획이었다.

### 폭로

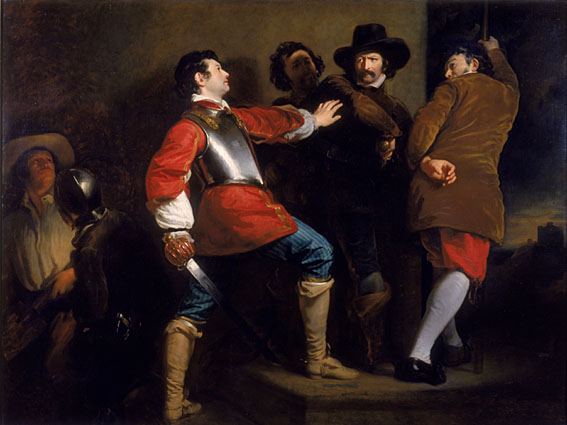
발각된 화약 음모. 헨리 페로넷 브리그즈의 1823년 무렵 작품

음모에 가담한 사람들 가운데 몇몇은 당시 상원 의회의 의원이었던 가톨릭 귀족의 안위를 염려하였다. 10월 26일 제4대 몬티글 남작 윌리엄 파커 앞으로 의원직을 사퇴하고 입회하지 말 것을 독촉하며 개원 당일 의회에 무서운 일이 있을 것이라는 경고가 적힌 편지가 배달되었다. 몬티클 남작의 하인 가운데 한명이 "장난 편지"를 의심하면서도 편지를 빠르게 전달하는 사이, 음모자들은 자신들의 계획을 계속 밀고 나갔다. 포크스는 10월 30일 지하실을 점검하고 아무 이상 없다고 보고하였다. 한편, 몬티글 남작은 음모가 실재한다고 여기지는 않았지만 어찌되었건 편지를 국왕 제임스 1세에게 보고하였다. 제임스 1세는 제1대 니버트 남작 토머스 리버트에게 의회 주변에 대한 조사를 명하였고, 니버트 남작은 11월 5일 새벽 순찰을 시작하였다. 당시 가이 포크스는 전날 밤부터 도화선을 지닌 채 자리를 지키면서, 공모자인 퍼시에게 말한 것처럼 "언제 때가 되었는 지를 알기 위해" 주변을 감시하고 있었다. 포크스는 자정을 조금 넘긴 시각에 지하실을 나오다 발각되었다. 지하실 안에서는 장작더미와 석탄으로 가려진 화약이 발견되었다.

### 고문
포크스는 체포되어 국왕의 밀실에서 조사받았다. 그는 체포되었어도 여전히 도발적이었으며 첫 조사에서 자신의 이름을 가명인 존 존슨이라고 밝혔다. 조사관이 왜 그리 많은 화약을 쌓았느냐고 질문하자 포크스는 "너희 스코틀랜드 거지들을 날려버려서 너희 고향 산악으로 보내기 위해"라고 대답하였다. 그는 자신이 네덜란드에서 요크셔로 온 36세의 가톨릭 신자라고 주장하였고 아버지의 이름은 토머스, 어머니는 에디스 잭슨이라고 진술하였다. 심문관은 체포 당시 입은 상처로 포크스가 흉막염 증세를 보인다고 기록하였다. 포크스는 상원 의회를 폭파할 계획이었음을 시인하면서 실행에 옮기지 못한 것이 후회될 뿐이라고 대답하였다. 제임스 1세는 포크스의 결의에 찬 태도를 감탄해 마지않으면서 그를 "불굴의 로마인"이라고 불렀다.
11월 6일 제임스 1세의 감탄에도 불구하고, 공모자를 밝히기 위해 "존 존슨"에 대한 고문이 시작되었다. 처음에는 "온건한 고문"으로 수갑을 채우는 정도였으나 필요에 따라 더욱 심한 단계인 랙을 사용할 수도 있었다. 포크스는 런던탑으로 옮겨졌다. 제임스 1세는 "존슨"에게 심문할 질문 목록을 전했는데, 이를테면 "그는 어떤 인물인가? - 나는 그를 안다는 어떤 사람도 아직 듣지 못했다.", "그는 언제 어디서 프랑스어를 배웠는가?", "만일 그가 가톨릭 신도라면 누가 그렇게 만들었는가?"와 같은 것들이었다. 그가 심문받았던 방은 오늘날 가이 포크스 룸이라고 불린다.

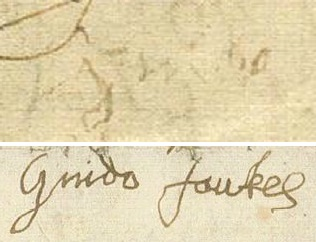
고문 받은 뒤 포크스가 적은 서명(위)은 곧바로 포크스에게서 발견된 편지(아래)의 필적과 비교되었다.

런던탑의 부무장관이었던 윌리엄 웨이드는 포크스에 대한 고문과 심문을 감독하였다. 그는 포크스의 몸을 뒤져 "귀도 포크스"의 서명이 적힌 편지를 발견하였지만 "존슨"이 침묵하였기 때문에 편지를 쓴 사람에 대해 아무것도 밝힐 수 없었다. 11월 6일 밤 웨이드는 자신의 상관인 샐리스버리 백작에게 "존슨은 우리에게 말하길 자신이 벌인 일은 그가 가톨릭 신앙을 향상시키고 자신의 영혼을 구원받고자 매일 신에게 기도한 응답으로서 착수한 것"이라고 보고하였다. 웨이드는 그날 밤 포크스를 쉬도록 하면서 "그의 사상과 모든 공범자들에 대한 내밀한 비밀을 받드시 밝혀낼 것"이라고 경고하였다. 다음날 포크스는 더 이상 평정심을 유지할 수 없게 되었다.
감독관 에드워드 하비는 "존슨이 런던탑에 있는 동안 영어를 사용하게 할 것"을 지시하였다. 11월 7일 포크스는 계속되는 고문 속에 자신의 실제 이름을 밝히고 다섯 명의 공모자가 있음을 실토하였다. 8일에는 공모자들의 이름을 자백하였고 엘리자베스 공주를 새 국왕으로 옹립할 계획이었다고 진술하였다. 11월 9일 세 번째 심문에서는 프란시스 트레셤이 음모에 연루되었다고 자백하였다. 1571년 엘리자베스 1세를 암살하려 했던 리돌피 음모 이후 죄수는 자신의 자백을 적은 심문서에 (아직 그럴 수 있는 상태라면) 서명을 해야 했다. 랙 고문 때문이었는 지 확실치는 않지만 포크스는 심한 고통을 받은 듯 흔들리는 필체로 심문관이 내민 사본에 서명하였다.

### 재판과 처형
8 명의 음모자들에 대한 재판은 1606년 1월 27일 시작되었다. 포크스를 포함한 7 명의 공모자들은 런던탑에서 바지선에 옮겨져 웨스트민스터 홀까지 이송되었다. 이들이 국사범을 수감하는 런던탑에 갇힌 것과 달리 여덟번 째 공범인 토머스 베이츠는 다른 사람들에 비해 큰 역할을 맡지 않았다는 이유로 일반 범죄자를 수감하는 게이트하우스 교도소에 갖혀 있었다. 재판은 제임스 1세 당시 악명 높은 형사 재판소였던 스타 채임버에서 개최되었다. 제임스 1세를 비롯한 왕실과 상원 의원들이 지켜보는 가운데 음모자들에 대한 죄목이 나열되었다. 포크스는 자신을 "귀도 포크스"로 밝히면서 "귀도 존슨"으로도 불린다고 진술하였다. 그는 실제 사건이 일어나기 전 체포되었으므로 시역 자체는 무죄라고 주장하였다.

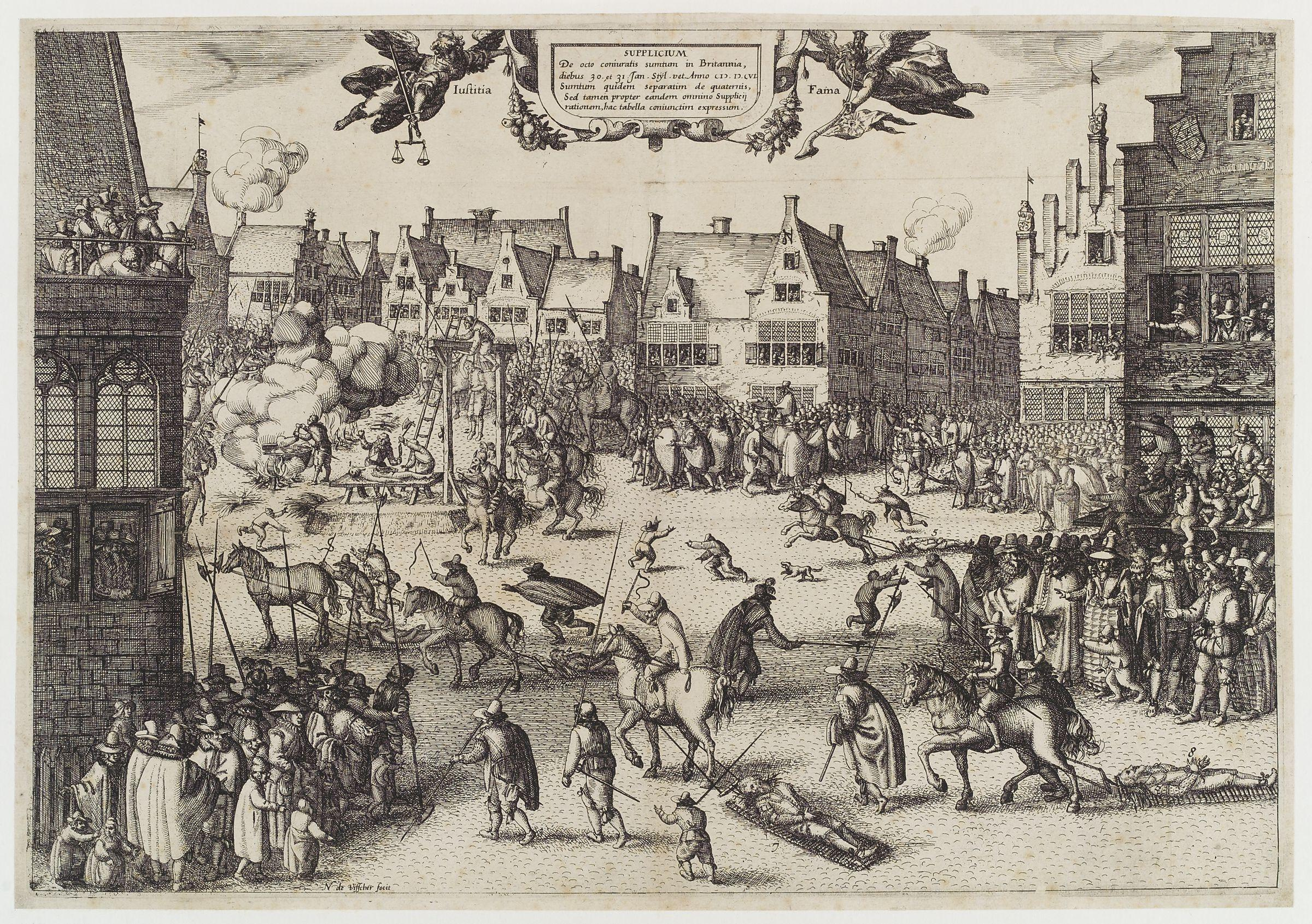
처형되는 포크스 - 1606년 클래즈 얀츠 비셔가 제작한 동판화

판결은 의심할 바 없는 유죄였다. 배심원단은 기소된 모든 혐의에 대해 유죄를 인정하였고 대법관은 음모자들이 외환죄를 범했다고 선고하였다. 잉글랜드 웨일스 법무장관 에드워드 코크는 법원의 판결에 따라 이들을 교수척장분지형에 처한다고 공표하였다. 교수척장분지형은 먼저 교수대에 매달아 "하늘과 땅 그 어느 사이에서 살았는 지 죽었는 지 분간하기 어려울 정도"가 되도록 한 뒤 장기를 척출하고 눈과 심장을 뽑아낸 뒤 말에 매달아 땅바닥을 뒹굴게 하는 참혹한 형벌이었다. 그 뒤로도 시체를 토막내어 "닭모이로 던지는" 경우가 비일비재 하였다. 포크스와 트레셤은 스페인 편에 가담하여 화약 음모를 꾸민 반역자로 공표되었다. 재판의 마지막 증거로 서로 이웃한 감방에 갇혀 있던 포크스와 윈터의 대화가 채택되었다. 그들은 남몰래 대화한다고 생각하였으나 정부가 심어 놓은 첩자가 이를 엿듣고 있었다. 포크스는 최후 진술에서 자신에게 씌워진 모든 혐의에 대해 부정하고 무죄를 주장하였다.
1606년 1월 31일 포크스와 세 명의 공모자 - 토머스 윈터, 엄브로즈 룩우드, 로버트 키예즈 - 는 런던탑에서 끌려나와 버들가지 울타리에 넣어진 채 웨스트민스터의 옛 궁전 터로 보내졌다. 동료들이 차례로 처형된 뒤 포크스는 제일 나중에 교수대에 올랐다. 그는 국왕과 국가의 용서를 구한 뒤 가톨릭 신자로서 성호를 그었다. 고문으로 쇠잔해진 탓인지 아니면 교수형 집행자가 측은한 마음이 들어 그리 되었는 지 알 수 없으나, 사다리를 오르던 포크스는 밧줄을 목에 건 채 추락하여 목이 부러져 그대로 숨져 교수척장분지형의 나머지 고통을 피할 수 있었다. 그렇다고 하더라도 이미 숨이 멈춘 그의 육신은 장기가 척출되고 말에 묶여 굴러 다녔다. 또한 관례에 따라 그의 시신을 잘라 나누어 "왕국의 네 구석"으로 보내져 배신자의 말로를 경고하기 위해 전시되었다.

## 영향

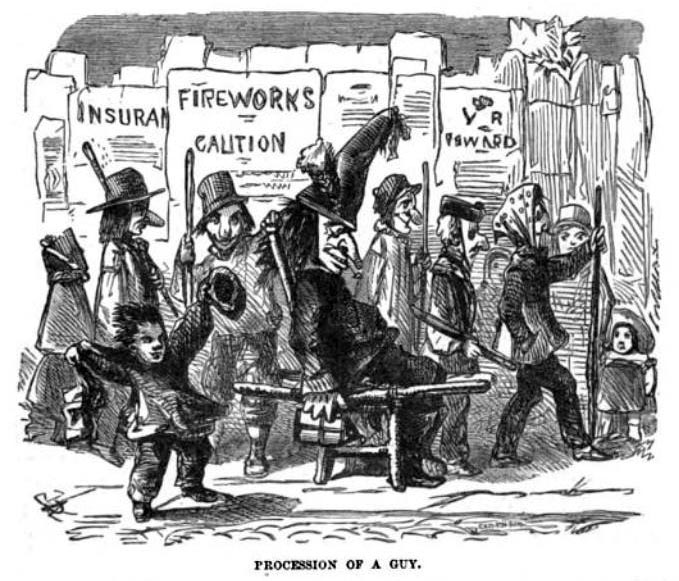
가이 행렬 (1864년)

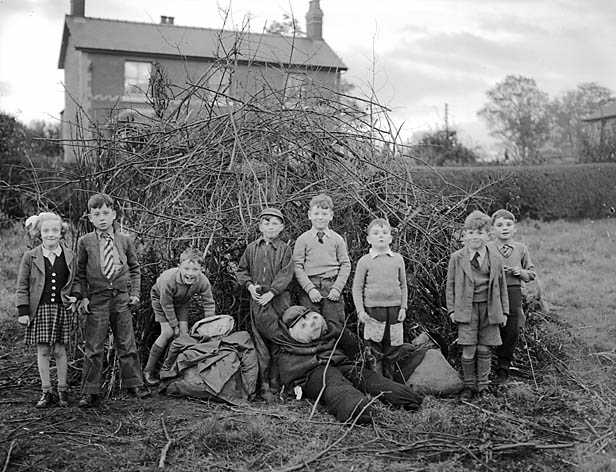
가이 포크스의 밤을 준비하는 아이들(1954년)

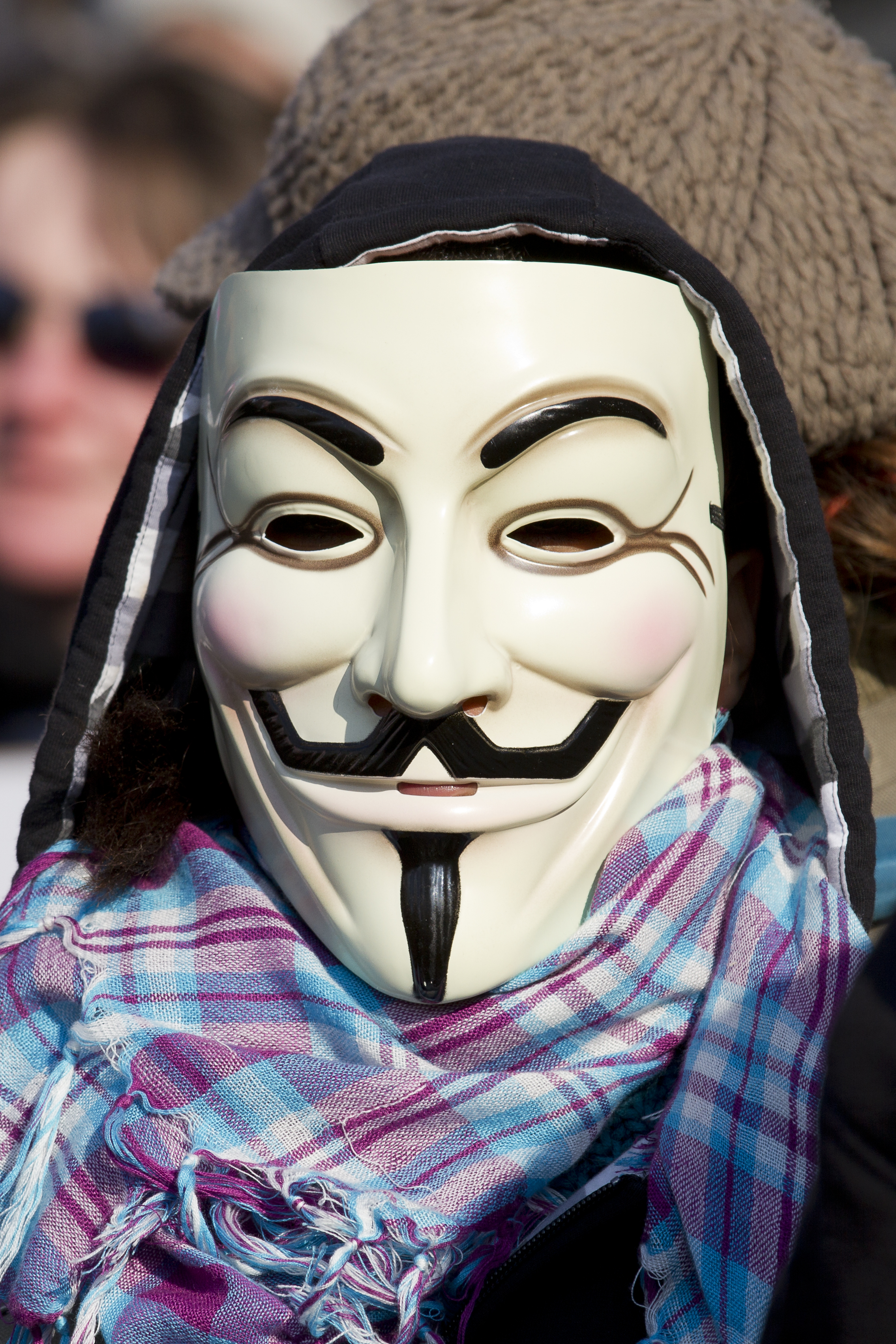
2012년 툴루즈에서 ACTA에 반대하는 시위자

1605년 11월 5일 런던 사람들은 국왕이 암살을 피한 것을 축하하면서 "이것은 어떠한 위험이나 혼란도 없는 안전을 알리는 기쁨의 증거"라며 화톳불을 피웠다. 의회는 1605년 11월 5일 기념법을 재정하여 매해 11월 5일을 "액운을 막은 기쁨의 날"로서 기념토록 하였다. 매해 11월 5일 웨스트민스터 사원을 비롯한 잉글랜드와 웨일스의 모든 교회가 왕(또는 여왕)과 왕실의 건재함을 공표하고 신의 가호를 축수하도록 한 이 법은 1859년 기념일법이 재정될 때까지 유지되었다. 가이 포크스는 사실 13 명의 공모자 가운데 한 명일 뿐이었지만 시간이 흐르면서 화약 음모 사건을 상징하는 인물이 되었다.
영국에서 11월 5일은 가이 포크스의 밤, 가이 포크스의 날, 음모의 밤, 화톳불의 밤 등 여러 이름으로 불리며 기념일이 되었다. 1650년대에 들어 홧톳불을 피우는 관습에 불꽃 놀이를 곁들이기 시작했다. 1673년 이후로는 대개는 교황으로 꾸민 허수아비를 불태웠는데 당시 요크 공작이었던 제임스 2세가 남몰래 가톨릭으로 개종하였다는 소문이 돌았기 때문이다. 허수아비는 종종 대중이 증오하는 인물로 대체되기도 하였다. 예를 들면 보어 전쟁 무렵엔 남아프리카 공화국의 파울 크뤼거 허수아비가 불타올랐고, 근래에는 마거릿 대처 허수아비를 태우기도 하였다. 요즘엔 대부분 가이 포크스 허수아비를 태운다. 허수아비 "가이"는 대개 아이들이 만드는데 낡은 옷과 신문지로 몸을 만들고 가면을 씌운다. 이 때문에 19세기 영어에서 "가이"는 낡은 옷을 입은 사람을 뜻하는 말이 되었으나, 미국 영어에서 점차 뜻이 바뀌어 일반적으로 남성을 지칭하는 말로 쓰이게 되었다.
요크 대학교 역사학 교수 제임스 샤프는 가이 포크스를 일컬어 "정직한 의도를 가지고 의회로 들어간 마지막 인물"이라고 풍자하기도 하였다.
1841년 낭만주의 역사 소설가 윌리엄 헤리슨 에인스워스는 《가이 포크스; 화약 반역자》를 발표하여 많은 인기를 모았다. 그는 소설에서 가이 포크스를 공감할 수 있는 밝은 인물로 묘사하였고 이 때부터 대중 문화에서 가이 포크스를 "받아들일 수 있는 가공의 인물"로 표현하기 시작하였다. 어린이를 대상으로한 싸구려 이야기 책이었던 페니 드레드풀 시리즈 가운데 하나로 1905년 발간된 《가이 포크스의 어린 시절; 옛 런던의 음모자》에서는 가이 포크스를 "타고난 액션 히어로"로 그렸다. 역사학자 루이스 컬에 따르면 포크스는 이제 "근대 정치 문화의 중요한 아이콘"이 되었다. 만화 《브이 포 벤데타》 시리즈의 주인공 V가 쓰는 가면으로 등장한 이후 포스트모던 아나키즘의 명확한 표상으로 자리잡았다는 것이다. 만화 속에서 V는 영국 국가의 파시즘에 대항하는 인물로 그려진다.
가이 포크스 가면은 영화 《브이 포 벤데타》가 상영되면서 세계로 퍼져나갔으며 대한민국에서도 시위나 집회에 가이 포크스 가면을 사용하는 사례가 생겨났다. 2018년 대한항공 경영진의 갑질에 맞선 직원들의 시위에서도 쓰였다.

## 참고 문헌
- Allen, Kenneth (1973), 《The Story of Gunpowder》, Wayland, ISBN 978-0-85340-188-9
- Bengsten, Fiona (2005), 《Sir William Waad, Lieutenant of the Tower, and the Gunpowder Plot》 illurat판, Trafford Publishing, ISBN 1-4120-5541-5
- Cobbett, William (1857), 《A History of the Protestant Reformation in England and Ireland》, Simpkin, Marshall and Company
- Fox, Adam; Woolf, Daniel R. (2002), 《The spoken word: oral culture in Britain, 1500–1850》, Manchester University Press, ISBN 0-7190-5747-7
- Fraser, Antonia (2005) [1996], 《The Gunpowder Plot》, Phoenix, ISBN 0-7538-1401-3
- Haynes, Alan (2005) [1994], 《The Gunpowder Plot: Faith in Rebellion》, Hayes and Sutton, ISBN 0-7509-4215-0
- Northcote Parkinson, C. (1976), 《Gunpowder Treason and Plot》, Weidenfeld and Nicolson, ISBN 0-297-77224-4
- Sharpe, J. A. (2005), 《Remember, Remember: A Cultural History of Guy Fawkes Day》 illurat판, Harvard University Press, ISBN 0-674-01935-0
- Thompson, Irene (2008), 《The A to Z of Punishment and Torture: From Amputations to Zero Tolerance》, Book Guild Publishing, ISBN 978-1-84624-203-8
- Younghusband, George (2008), 《A Short History of the Tower of London》, Boucher Press, ISBN 978-1-4437-0485-4